# Sebastian Stoskopff
Sebastian Stoskopff (o Stosskopff), también escrito Sébastien Stoskopff en francés (Estrasburgo, 13 de julio de 1597-Idstein, 10 de febrero de 1657) fue un pintor barroco alsaciano, especializado en bodegones. 

## Biografía
Nació en 1597, hijo de Georges Stoskopff, correo diplomático de Estrasburgo. Se formó con Frédéric Brentel, grabador y miniaturista. En 1614, por mediación de su padre, entró en el taller de Daniel Soreau en Hanau, un artista valón especializado en bodegones, que había sido discípulo de Georg Flegel. A su muerte dirigió por un tiempo su taller.
En 1621, a causa de la Guerra de los Treinta Años, se trasladó a París, donde conoció la obra de Rubens, Rembrandt, Simon Vouet, Jacques Callot, Abraham Bosse y Lubin Baugin. En la capital francesa se integró en el grupo de artistas flamencos instalados en Saint-Germain-des-Prés, de estilo realista. En un momento dado parece ser que viajó a Venecia, donde lo vio Joachim von Sandrart.
Por aquella época desarrolló su estilo, en el que aunó influencias francesas, alemanas y flamencas, especializándose en la naturaleza muerta, aunque hizo también algún retrato. Recibió también cierta influencia del caravaggismo, así como de la Segunda Escuela de Fontainebleau. Desarrolló una obra notablemente original, de tono misterioso y fascinante, de alusiones simbólicas, perfeccionista y casi maniático en su precisión, con gusto por el trompe-l'œil y por una extraña fijación de los objetos, que parecen inmóviles y atemporales, casi metafísicos, como sumidos en un mundo de silencio y melancolía. El estilo sereno y de composición algo rígida de Stoskopff influyó en París a varios artistas franceses —especialmente bodegonistas—, como Jacques Linard y Louise Moillon.
Regresó a su hogar en 1641. El 13 de octubre de 1642 presentó una «bellísima pintura» al Consejo de los XV, destinada al salón de sesiones. En esta época su estilo evolucionó hacia perspectivas más difuminadas y ambientes evocadores, con mayor uso del claroscuro y preferencia por una estética «faustiana». En 1646 se casó con Anne Marie Riedinger, hija de un maestro orfebre cuñado suyo.
Contó entre sus mecenas con Juan de Nassau-Idstein, quien lo invitó en 1655 a residir en su palacio. Murió dos años más tarde, y las fuentes señalan distintas causas para su defunción: o asesinato o abuso del alcohol.
El estilo de Stoskopff era sobrio, rígido, con un cierto aire arcaico, por lo que se alejó de los cánones de su tiempo. De hecho, su obra no fue del todo bien valorada hasta el siglo XX y muchos de sus cuadros salieron a la luz a partir de 1930, cuando fue más conocido por los expertos.
Cabe señalar que Stoskopff propició una de las primeras descripciones terminológicas específicas relacionadas con la naturaleza muerta en la historiografía del arte: el pintor e historiador alemán Joachim von Sandrart definió sus obras como Still-stehende Sache («cosas que están inmóviles»), de donde proviene Stilleben, «naturaleza muerta» en alemán.
La mayor parte de sus obras se conserva en el Musée de l'Œuvre Notre-Dame de Estrasburgo. Su actual catálogo abarca unas setenta obras, algunas de dudosa atribución.

## Galería

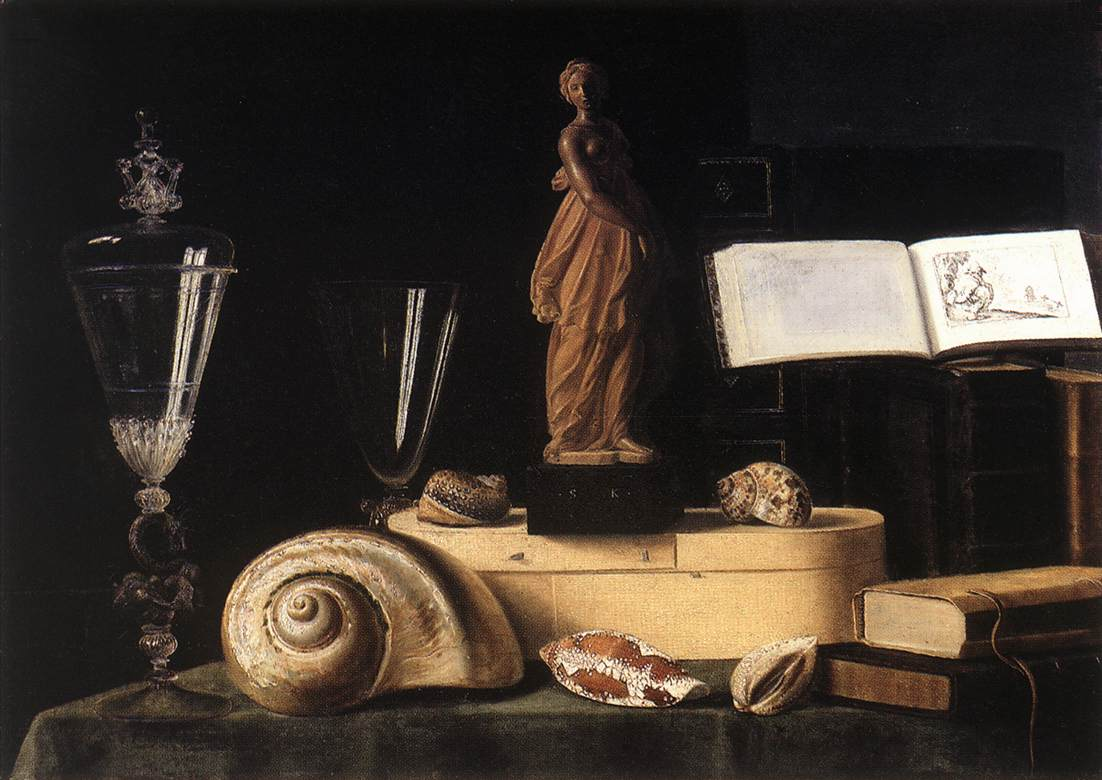
Naturaleza muerta con estatuilla y conchas, Museo del Louvre, París
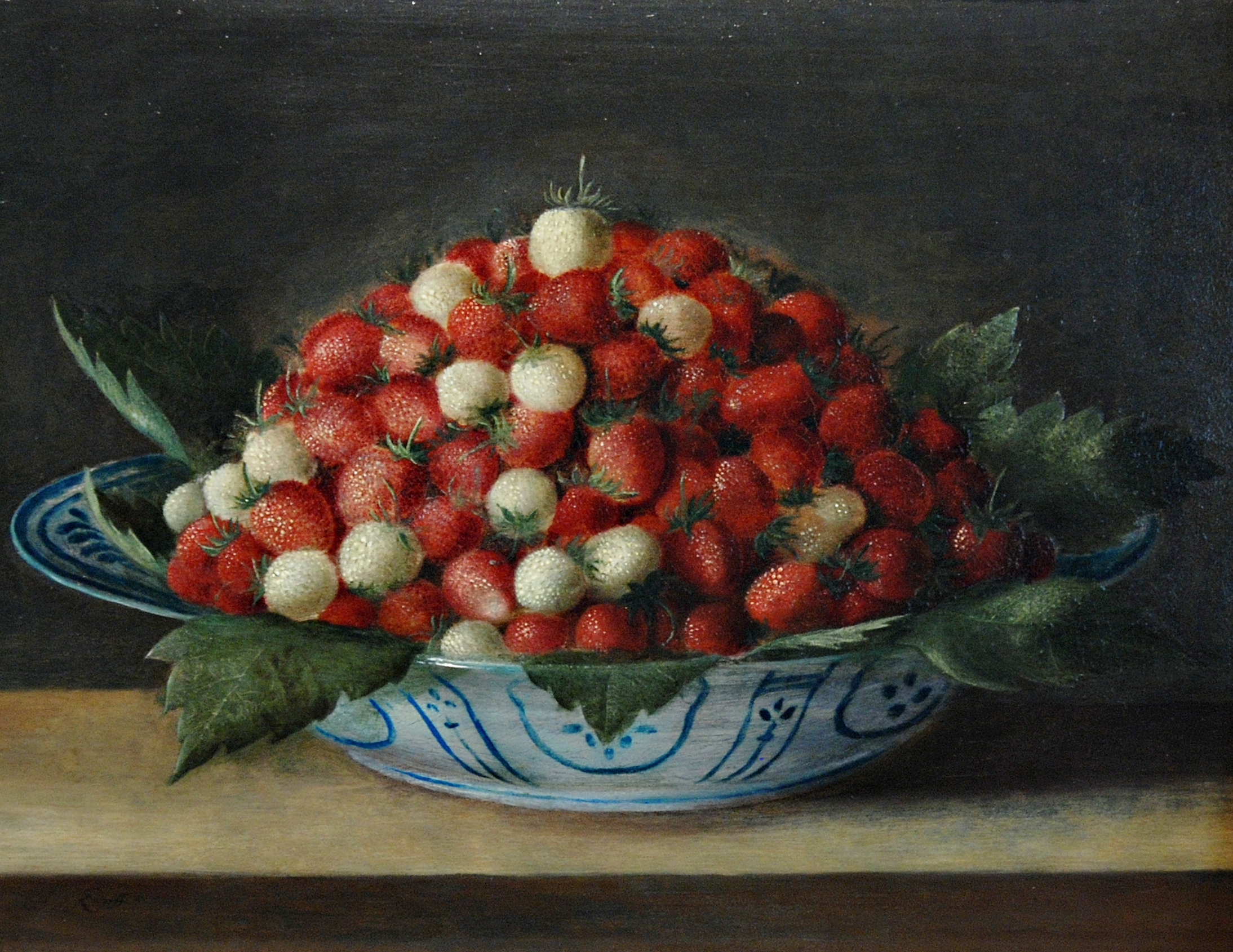
Tarro de fresas (c. 1620), Musée de l'Œuvre Notre-Dame, Estrasburgo
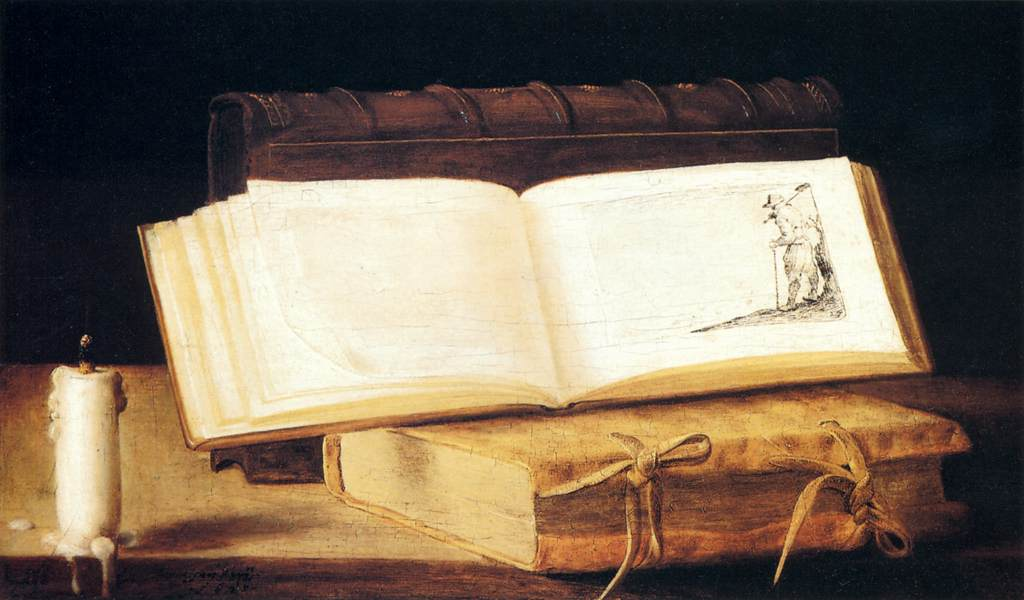
Libros y vela (1625), Museo Boijmans Van Beuningen, Róterdam
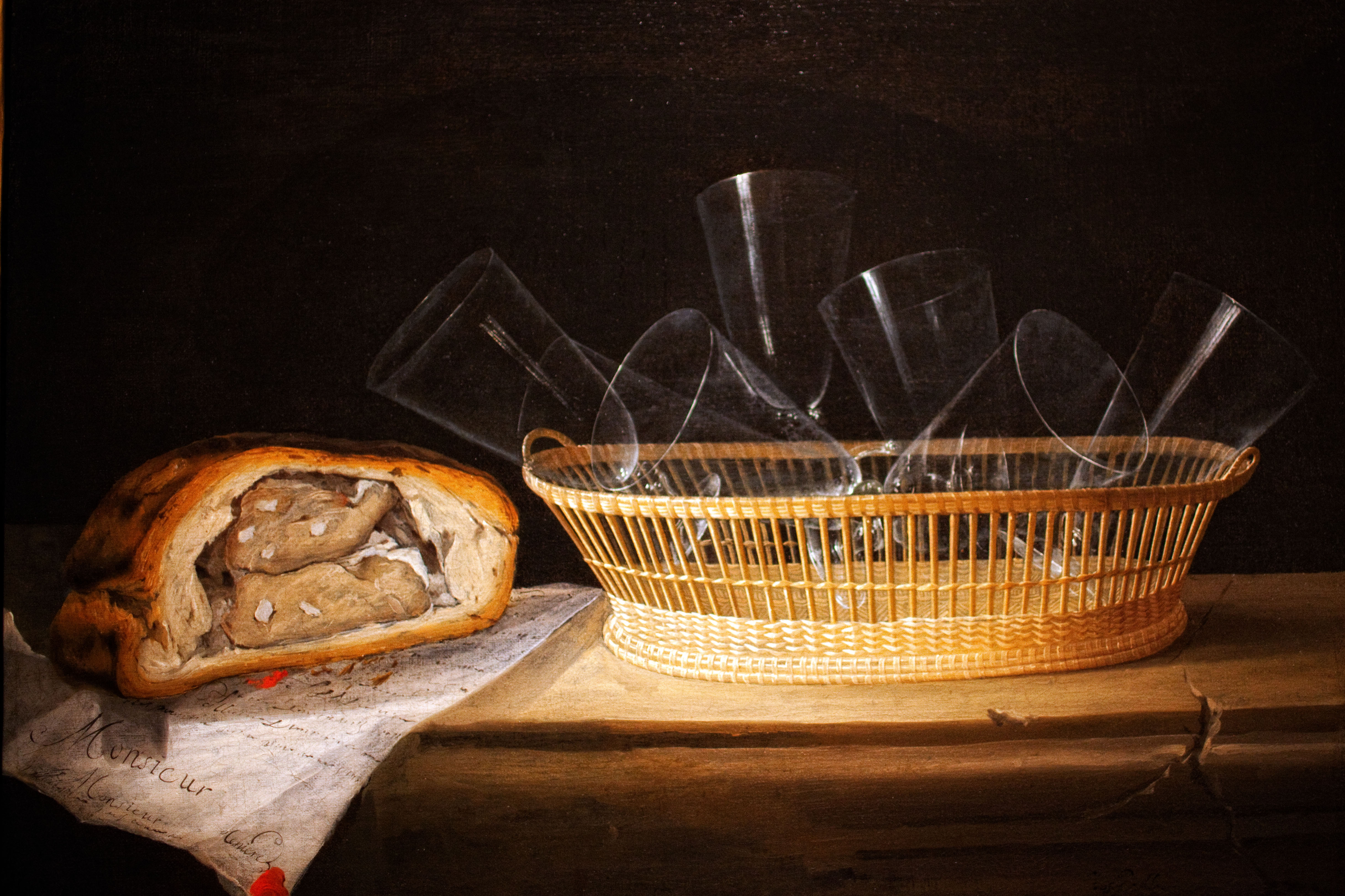
Cesta de vasos y paté (c. 1630-1640), Musée de l'Œuvre Notre-Dame, Estrasburgo
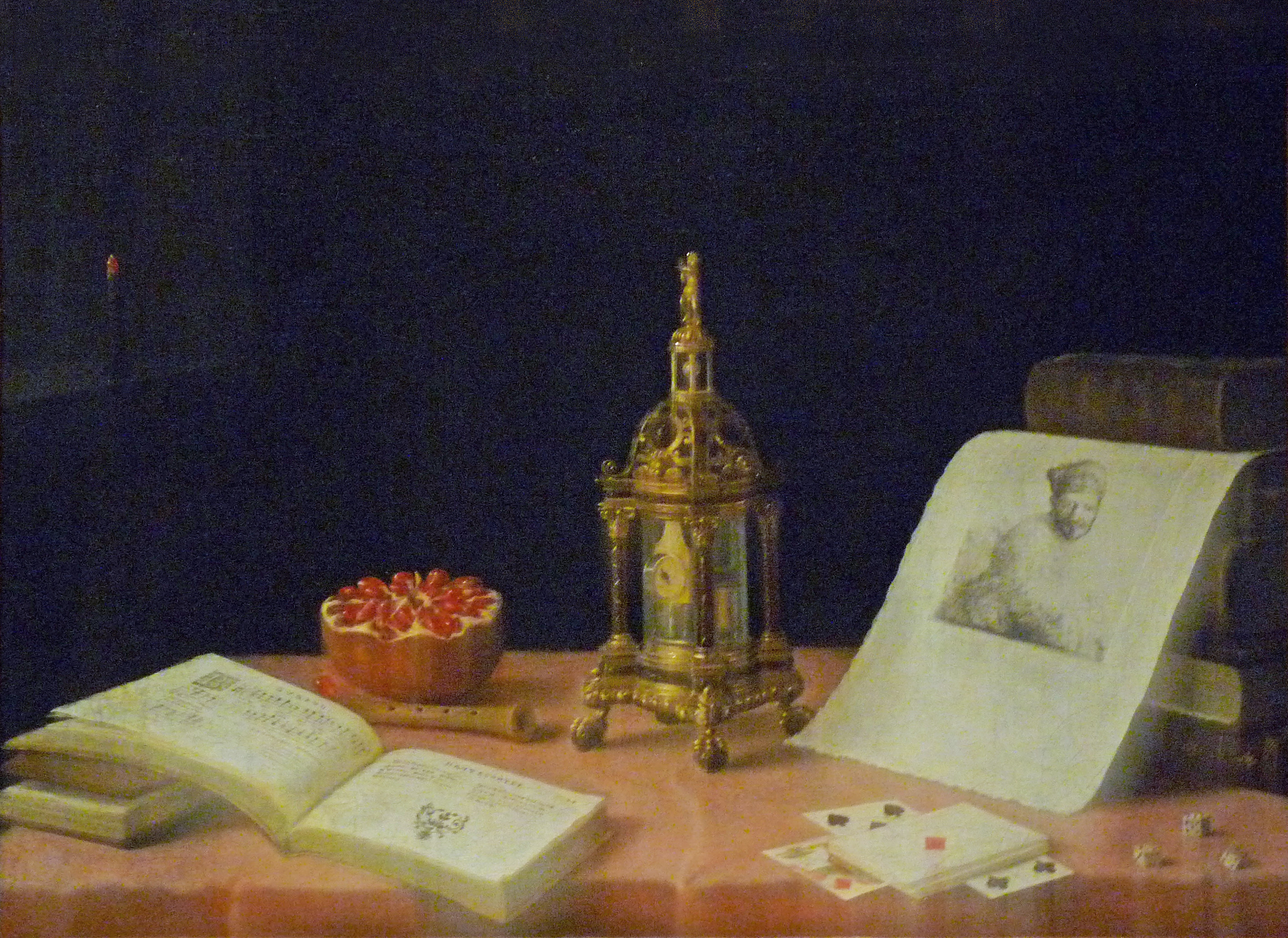
Los cinco sentidos en el reloj de mesa (c. 1631-1635), Musée de l'Œuvre Notre-Dame, Estrasburgo
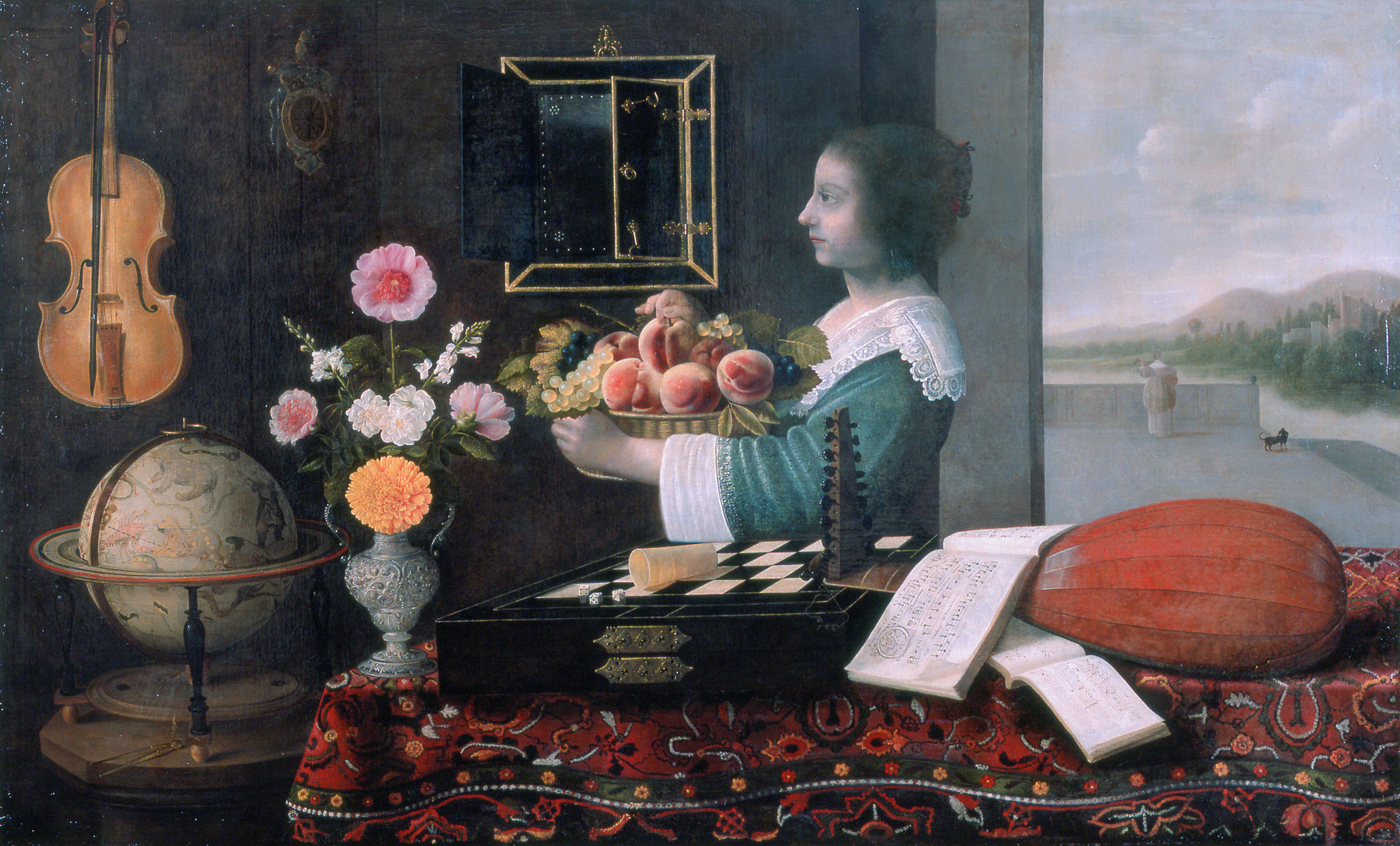
El verano o los cinco sentidos (1633), Musée de l'Œuvre Notre-Dame, Estrasburgo
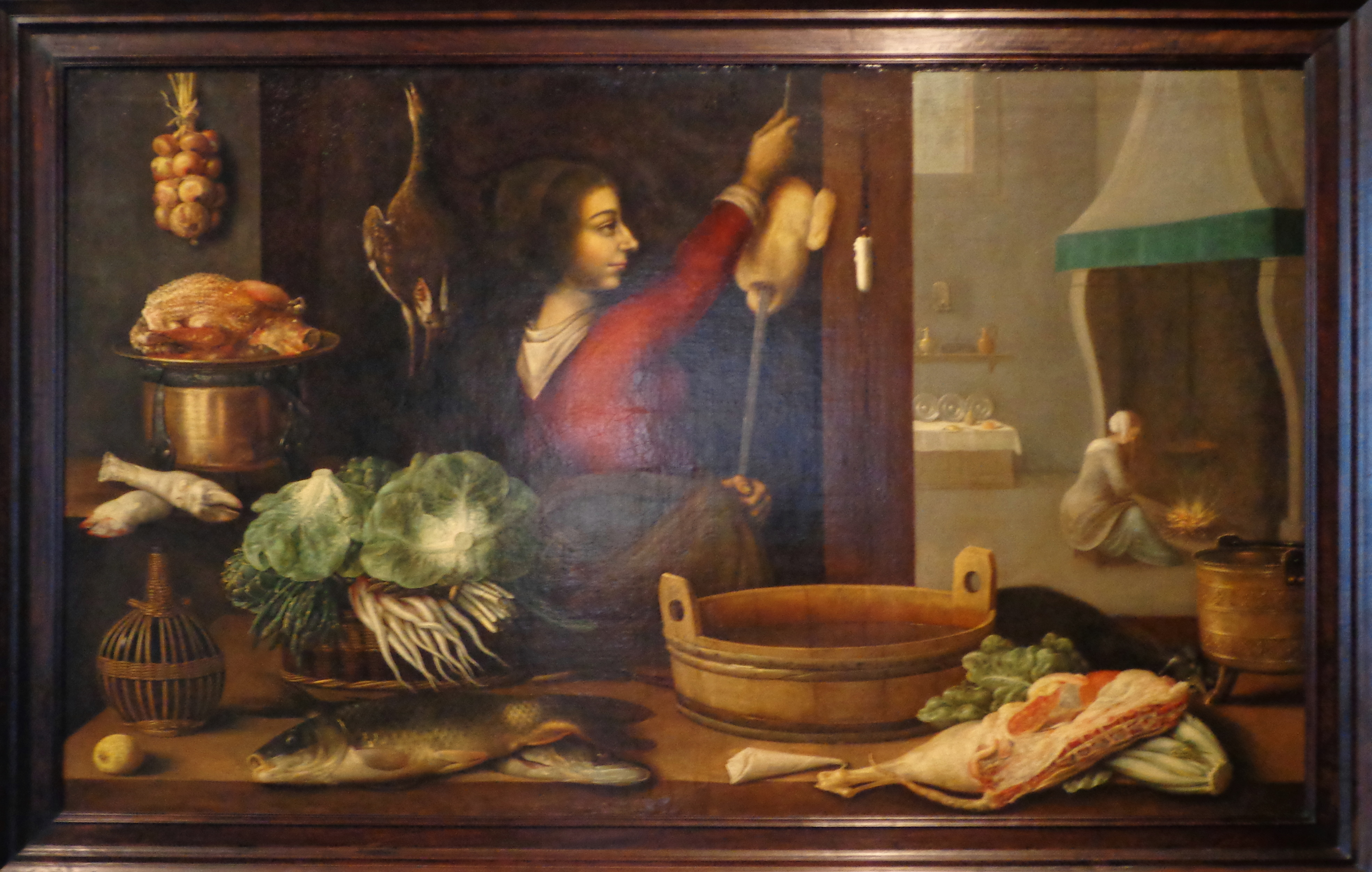
El invierno o los cuatro elementos (1633), Musée de l'Œuvre Notre-Dame, Estrasburgo
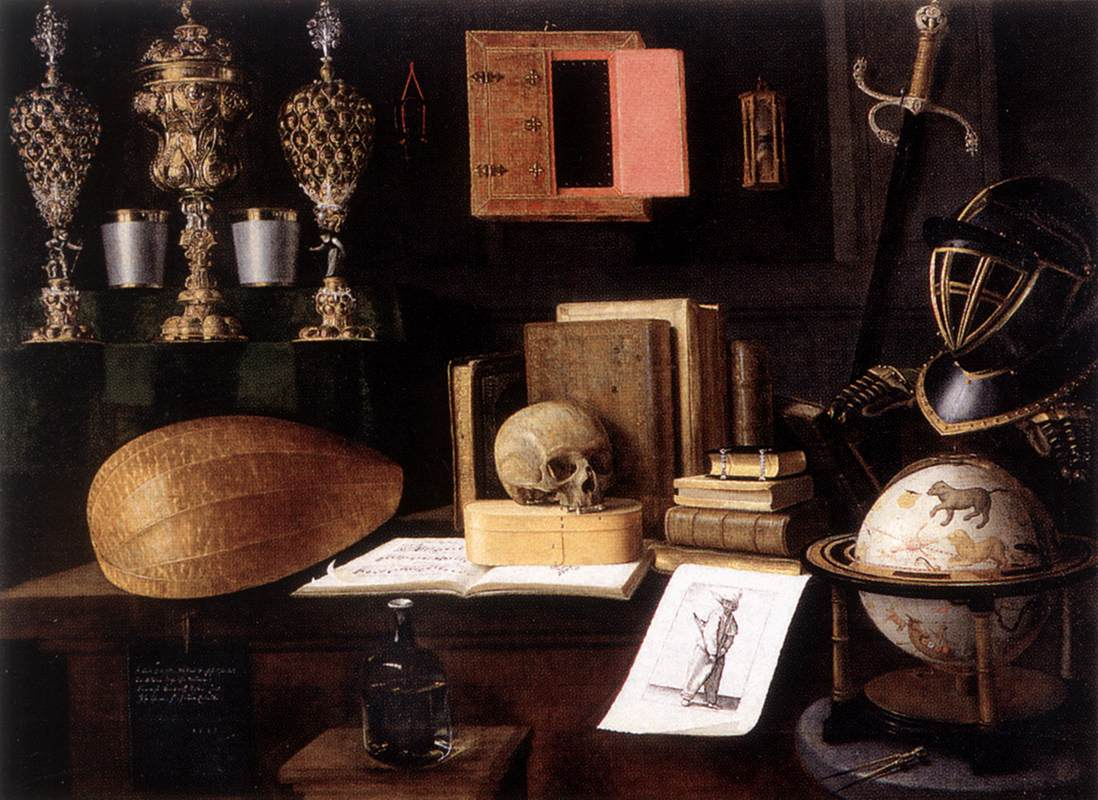
Vanitas (1641), Musée de l'Œuvre Notre-Dame, Estrasburgo
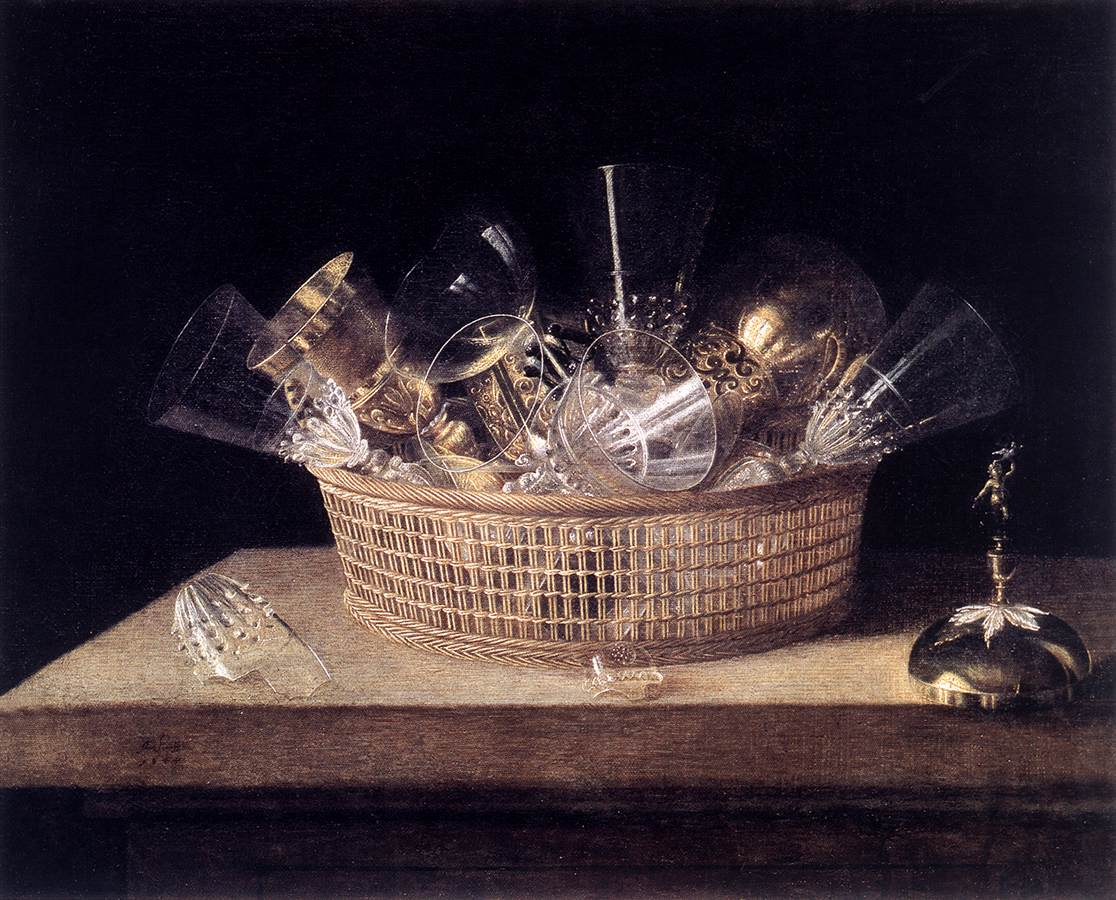
Naturaleza muerta con cesto lleno de objetos de vidrio (1664), Musée de l'Œuvre Notre-Dame, Estrasburgo